# Тейден-Нене
Национальный парк Тейден-Нене (англ. Thaydene Nene National Park) — национальный парк Канады, расположенный в центральной части канадских Северо-Западных территорий. 
Образован в 2019 году. О выделении 33 500 км² земли вокруг восточного рукава Большого Невольничьего озера для создания парка Тейден-Нене было объявлено 4 февраля 2008 года на круглом столе министров, ответственных за выполнение акта о национальных парках Канады.

## Физико-географическая характеристика
Территория национального парка граничит с местом проживания индейцев лутсел къе (Lutsel K’e Dene First Nation). Территория включает в себя часть восточного рукава Большого Невольничьего озера и близлежащие земли. На языке индейцев дене эта местность носит название Тейден-Нене, что в переводе означает «земля наших предков» (англ. land of our ancestors). В водах озера водятся озёрная форель (Salvelinus namaycush) и щука обыкновенная (Esox lucius). Окрестные территории богаты оленями карибу и пушными зверями, такими как рыси, волки, лисы, росомахи, куницы, лоси, чёрные медведи.

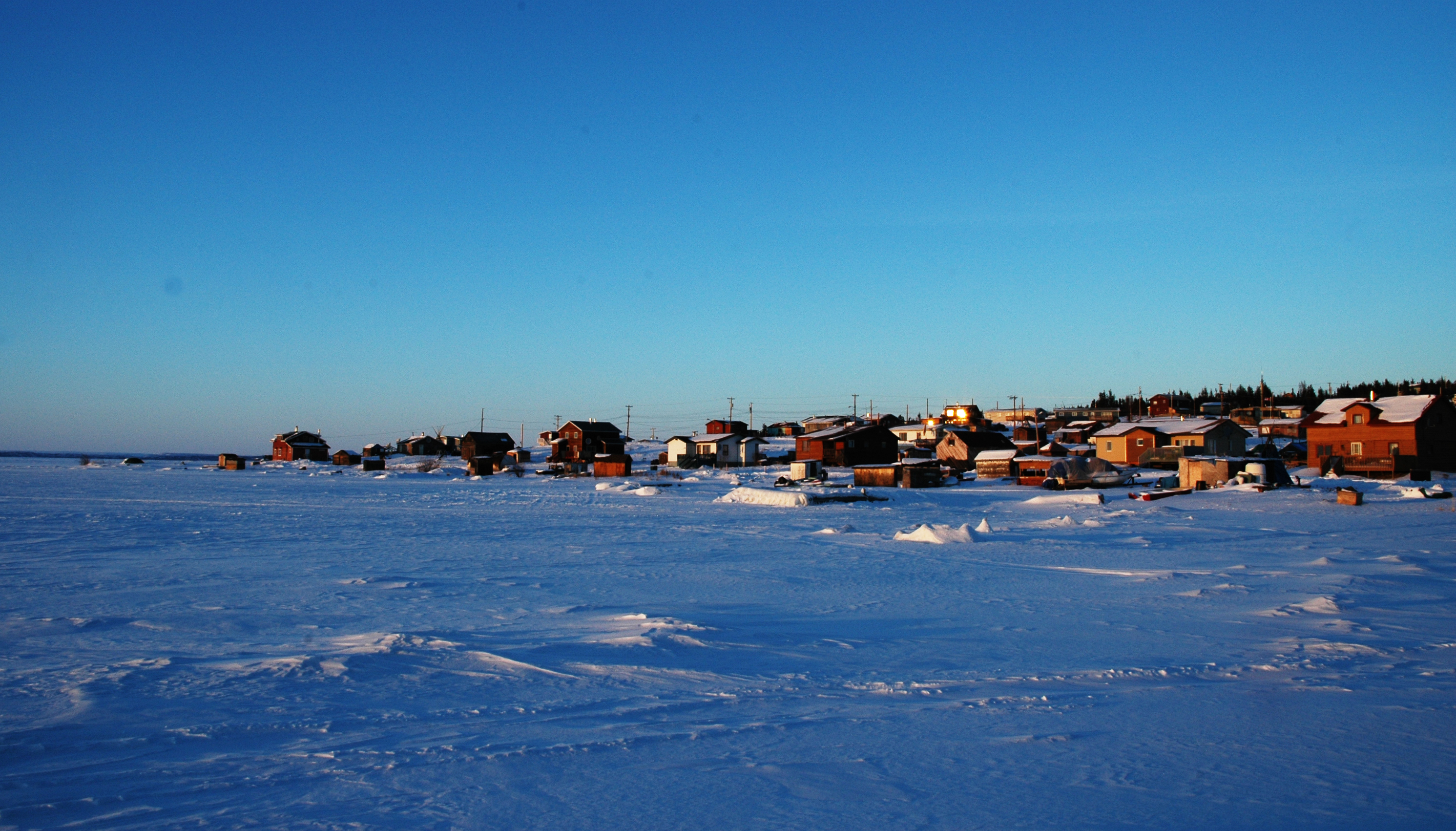